# Melittia chrysobapta
Melittia chrysobapta là một loài bướm đêm thuộc họ Sesiidae. Nó được tìm thấy ở Zambia.